# Jehan Acart de Hesdin
Jehan Acart de Hesdin (auch Jean Acart de Hesdin) war ein französischer Dichter und Mitglied des Ordens  vom Hospital des Heiligen Johannes zu Jerusalem.

## Leben
Jehan Acart de Hesdin lebte im 14. Jahrhundert. Sein Name und die Tatsache, dass sich in Hesdin ein Hospital des Ordens befand legen nahe, dass er dort lebte und wirkte.

## Werke (Auswahl)
„La prise amoureuse“, das Hauptwerk von Jehan Acart de Hesdin, ist eine allegorische Dichtung, die 1914 Verse, 9 Rondeaux und 9 Balladen umfasst. Diese Kompositionen spiegeln seinen Beitrag zur mittelalterlichen Musik und Poesie wider. Manuskripte des Werks werden in Bibliotheken in Arras, Bern, Fribourg und Paris aufbewahrt. Sie zeigen Jehan Acart de Hesdins Rolle in der musikalischen Entwicklung des späten Mittelalters.
- La Prise amoureuse[Digitalisat 1], nach Ernest Hoepffner im April 1332 entstanden. Eine von Hoepffner betreute Ausgabe wurde 1910 in Dresden herausgegeben[5][6][7][6][8]

## Digitalisate
1. ↑  Fragment einer französischen Trouvère-Handschrift des 14. Jahrhunderts. als Digitalisat bei e-codices
2. ↑  Hoepffner, Ernst [Hrsg.].: La prise amoureuse von Jehan Acart de Hesdin als Digitalisat im Internet Archive